# Leandro Sosa (Fußballspieler, 1994)
Leandro Sosa, vollständiger Name Leandro Sosa Toranza, (* 24. Juni 1994 in Punta del Este) ist ein uruguayischer Fußballspieler.

## Karriere

### Verein
Der 1,71 Meter große Mittelfeldakteur Sosa absolvierte in der Spielzeit 2013/14 26 Spiele in der Segunda División für den Club Atlético Atenas. Dabei erzielte er fünf Tore. Am Saisonende stieg sein Verein in die höchste uruguayische Spielklasse auf. In der Saison 2014/15 wurde er 29-mal (sechs Tore) in der Primera División eingesetzt, kehrte am Saisonende mit dem Klub aber in die Zweitklassigkeit zurück. In der Apertura 2015 lief er in sechs Ligaspielen (kein Tor) auf. Zum Jahresanfang 2016 wurde er an den chilenischen Klub CD O’Higgins ausgeliehen. Dort bestritt er 21 Erstligaspiele (zwei Tore), drei Partien (kein Tor) in der Copa Chile und zwei Begegnungen (kein Tor) der Copa Sudamericana 2016. Anfang Februar 2017 verpflichtete ihn der Racing Club de Montevideo, für den er bislang (Stand: 2. März 2017) zwei Treffer bei drei Erstligaeinsätzen erzielte.

### Nationalmannschaft
Am 19. Mai 2015 wurde er von Trainer Fabián Coito für den vorläufigen Kader der U-22 nominiert, die im Juli 2015 bei den Panamerikanischen Spielen 2015 in Toronto antrat.